# Tihhon Šišov
Tihhon Šišov (né le 11 février 1983 à Tallinn en RSS d'Estonie) est un footballeur international professionnel estonien, qui évolue au JK Sillamäe Kalev comme défenseur.

## Honours

### Club
- FC Levadia Tallinn
  - Championnat d'Estonie: 2000, 2004, 2006, 2007, 2008, 2009
    - Finaliste: 2005

  - Coupe d'Estonie: 2000, 2002, 2004, 2005, 2007
  - Supercoupe d'Estonie
    - Finaliste: 2004, 2005, 2007